# 克雷夸斯河
克雷夸斯河（法語：Créquoise，法語發音：[kʁekwaz]）是法国上法蘭西大區加来海峡省的河流，是康什河的右支流，长14.8千米，发源自克雷基，于博兰维尔流入康什河。